# Товкач

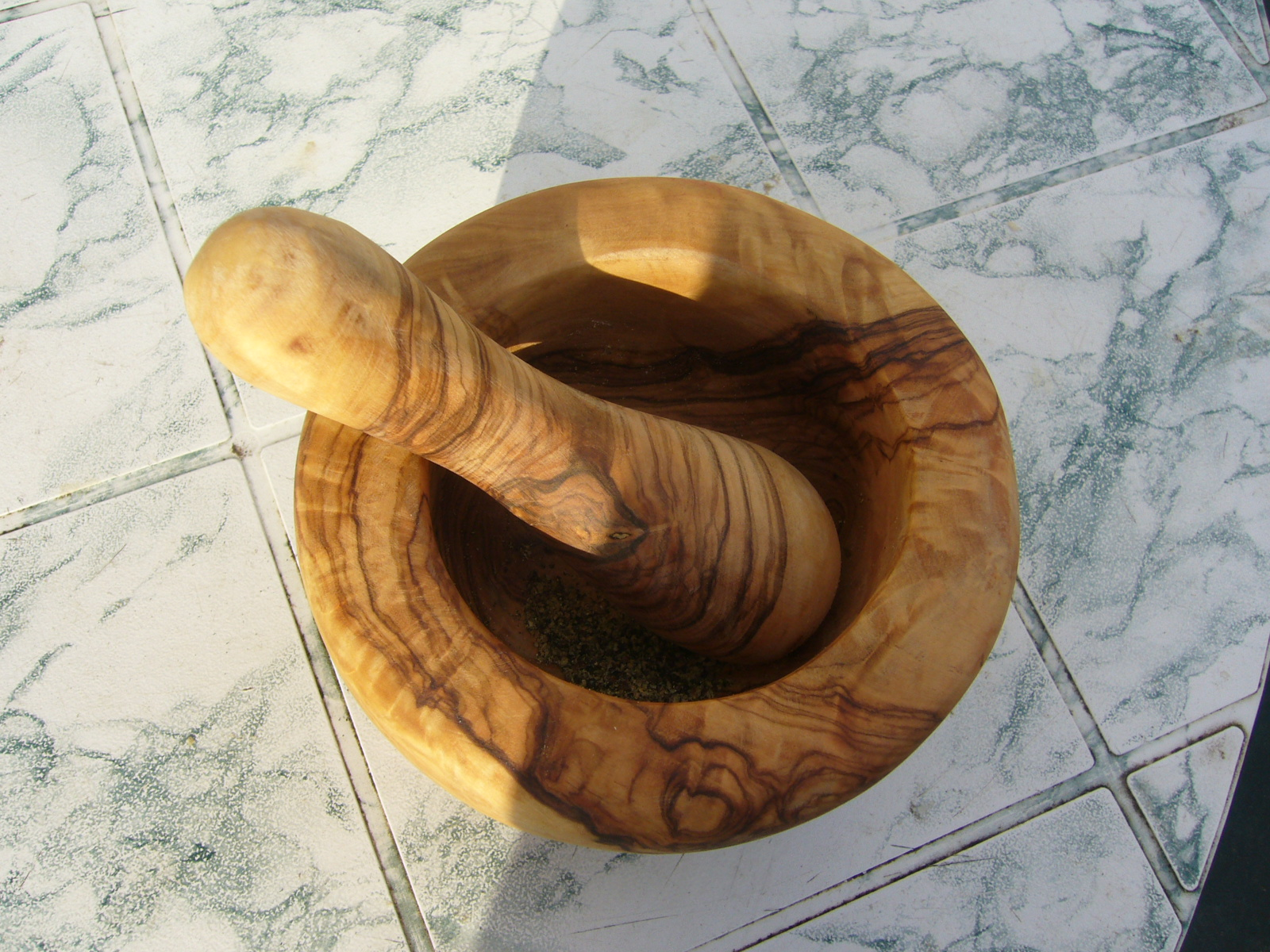
Товкач у ступі для оливкової олії

Товка́ч (зменшена форма товкачик), також товка́чка, діал. ти́жбір, ступи́р — товстий дерев'яний стрижень, ударами, натискуванням якого ущільнюють яку-небудь масу або подрібнюють, розтирають що-небудь. Зазвичай використовують разом зі ступою. Виготовляється зазвичай із дерева, невеличкі товкачики із порцеляни. Існували також кам'яні товкачі.

## Історія

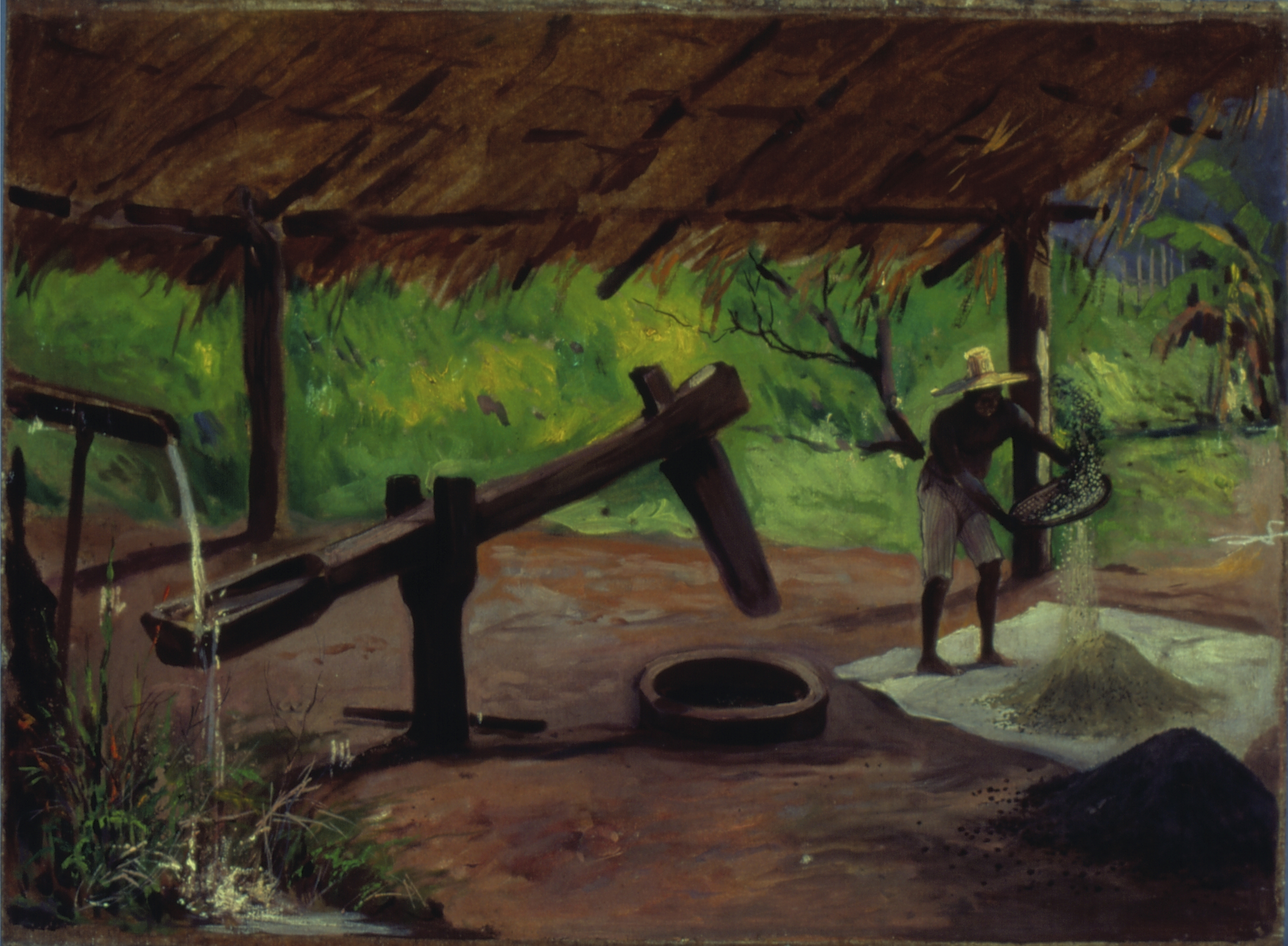
Млин з товкачем і ступою замість жорен. Малюнок Альфреду Нофіні, Бразилія

Використовують з незапам'ятних часів, походить від неолітичного розтиральника. На найархаїчніших млинах важкі товкачі використовували замість жорен: обертальний рух водяного колеса перетворювався на поступальний, і товкач, підіймаючись і опускаючись, розмелював зерно. У Бразилії використовували молольний пристрій з хитним важелем, знаний як «монжоло»).

## Різновиди

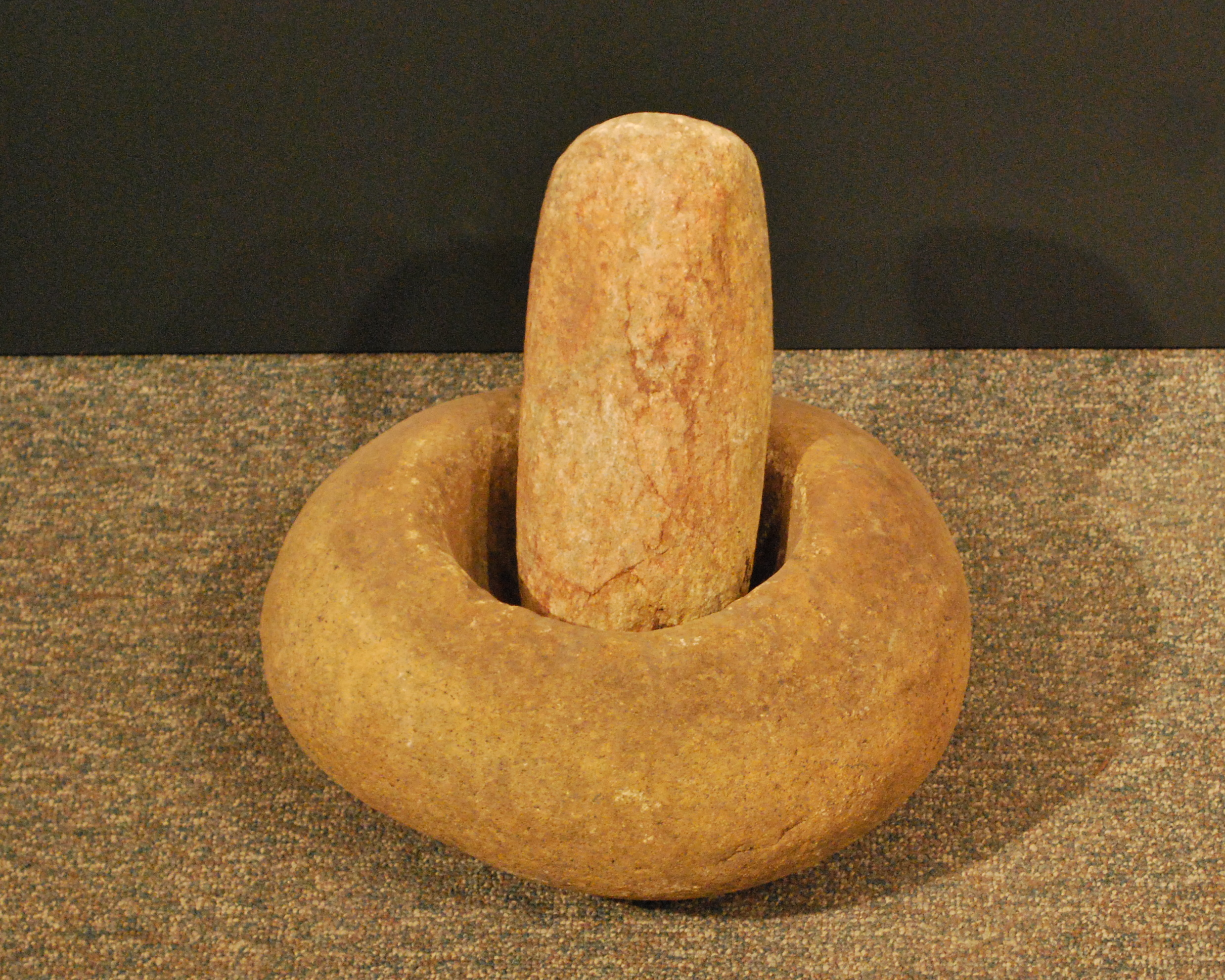
Стародавній кам'яний товкач зі ступкою

- Тара́н — товкач для товчіння піджареного насіння в олійниці[7]
- М'я́ло — товкач для розминання, слово вживається як синонім до «макогін»[8]
- Розтиральник, курант — різновид кам'яного товкача, елемент зернотертки.
- Товкачка — товкачик у вигляді перфорованого диска на руків'ї, вживаний для приготування різних м'яких за своєю консистенцією страв
- Макогін — товкачик для розтирання маку.
- Мадлер — товкачик для приготування коктейлів
- Курант — товкачик для розтирання фарб.

## Інші значення
- Товкач — робочий орган старовинних дробильних машин (товчільного ящика)[1].
- У переносному сенсі слово «товкач» значить «дурень»[1]. Існувало прислів'я: «Дай дурню товкач — він і вікна поб'є».

## У культурі
- Поряд з помелом і ступою товкач є одним з атрибутів Баби-Яги.